# 杉山佳寿子
杉山 佳寿子（すぎやま かずこ、1947年4月9日 - ）は、日本の声優、ナレーター、舞台女優、大阪芸術大学教授（放送学科声優コース）。愛知県名古屋市出身。青二プロダクション所属。シンガーソングライター、俳優、声優の渋川チワワは息子。

## 来歴

### 生い立ち
少女時代は無口で周りから自閉症かとも思われ、学校では放課後に1人で木にもたれかかって遊んでる児童を眺めていた。図工の授業では白黒の暗い色彩の絵ばかりを描いて先生から心配され、父と一緒に呼び出されて「もっとコミュニケーションをとるように」と言われた。小学2年生の時、地元にあった話し方教室へ通うことになり、話ができなかった自分は発声練習や早口言葉のトレーニングが楽しかった。

### キャリア
そこで講師をしていたのはNHK名古屋放送児童劇団の顧問で、小学校4年生の時に自分のところの試験を受けないかと言われ、合格した。NHK名古屋のラジオやテレビで活動を始め、『中学生時代』に出演した。自分から喋るのが苦手だが、台本には台詞が書かれていることから大丈夫だったという。日常生活では言えないことも気兼ねなく言えてしまい、それがとても楽しくようやく自由なれた感じがして、どんどん芝居にのめり込んでいったという。中学2年生の時、杉山が主人公のナレーションで担当した中部日本放送製作の『助走距離31M80』が、文化庁芸術祭のドキュメンタリー部門で奨励賞を受賞。その時のディレクターから役者になるなら東京都か大阪府に出ることを勧められたという。市邨学園名古屋女子商業高校（現・名古屋経済大学市邨高等学校）に入学。高校時代は生徒会の委員を務める。その頃には本格的に役者を目指そうという想いがあったため、1966年に卒業して上京、劇団テアトル・エコーに研究生として入団する。入団して3年ほどは俳優業だけで生計を立てられず、アルバイトをしていた。1967年に『冒険ガボテン島』のトマト役で声の仕事を始める。

### 声優として
タカラのリカちゃん人形のテレホンサービス、リカちゃん電話のリカちゃん役は発売当初の1967年から担当して、25年以上続けた。
1969年に『ウメ星デンカ』のデンカ、1970年に『魔法のマコちゃん』のマコと主役を演じる。二頭身体型に近い子供役と、美少女役という対照的な二つの主役で声も使い分け、この両路線はその後も続く。むしろ、テン、コロ助、ガンモ、白鳥のジュン、オーロラ姫のようにコミカルキャラと美形・美声キャラへと両極端の隔たりを大きくしていった。
1972年には戦うヒロインのはしりである『科学忍者隊ガッチャマン』白鳥のジュンを演じ、この頃にグラフィックデザイナーと結婚していたが、のちに離婚している。
1974年には、『アルプスの少女ハイジ』で主人公のハイジを演じて一世を風靡、自身の代表作となった。
1975年頃、9年間在籍したテアトル・エコーを離れ、青二プロダクションへ移籍。
1981年にファーストアルバムをリリース。1983年8月10日に長男（渋川チワワ）を出産。
代役や交代を何度か経験しており、1989年に死去したつかせのりこが演じた『つるピカハゲ丸くん』のハゲ丸役を引き継いだ。1990年にも『キテレツ大百科』のコロ助を小山茉美から引き継ぎ、6年にわたって演じた。
1993年に『スーパーボンバーマン』のコマーシャルでボンバーマンを演じて以降、自身を代表するゲームキャラクターとなり、1999年以降他の声優が演じるようになるまでボンバーマンを演じ続けた。また、コマーシャルやゲーム起動時におけるカンパニーロゴのナレーション（「バイハドソン」の声）も併せて担当しており、こちらは2001年頃まで使用された。

### 現在まで
1998年頃より「杉山佳寿子のプライベートクラス」を開催し、10年目を迎えた2008年からはワークショップ形式の「杉山佳寿子のワークショップ」に改める。
2010年、第4回声優アワード功労賞を受賞。
2011年度から大阪芸術大学放送学科声優コース主任教授に就任。デジタルアーツ東京・仙台両校における講師も務めるなど、後進の指導に当たっている。
2019年、第15回東京アニメアワード功労賞を受賞。

## 人物・エピソード
声種はマリンブルーでロマンチックなメゾソプラノ。音域は地声G - C、男の子A - D、女の子A - E。方言は名古屋弁。杉山の芝居の基礎になっているのはリー・ストラスバーグのメソッドでリラクゼーション、五感開発、集中力、持続力、信じる力、衝動に従う能力を習得するためにゼン・ヒラノの演技講座に通った。
趣味は黒ネコ（まねきネコ）集め、絵画・映画鑑賞、雲・星の観賞、読書（絵本から村上春樹まで）。特技は小犬のなき声、犬のほえる声。
『デジモンフロンティア』で共演した竹内順子に子猫を譲ったことがある。子猫は「殿下」と名づけられた。

### ハイジ
『アルプスの少女ハイジ』のハイジは放送当時に高い人気を博し、2000年代以降においてもCMなどに使用されているため、杉山が演じた代表的な役柄として紹介されることが多い。本人にとっても最も思い入れの深い役柄であり、特定のシーンに話が及んだ際にも、すぐに思い出せるのはハイジのみと語っている。
演出を務めた高畑勲は、杉山をハイジに選んだ理由として、2年前の1972年に高畑監督作品『パンダコパンダ』シリーズで杉山が演じたミミ子役のイメージが強くあったからとしている。音響監督の浦上靖夫は「隣に住んでいる身近な女の子みたいな声だったのがよかった」と杉山に教えている。
ハイジ役はオーディションにより決まったもので、一発勝負なので体調を万全にして臨みたかったのだが、その当日に風邪をひき、熱も38℃近くまで出た。それでもあきらめられず、不調のまま挑戦したという。しかし、従来のヒロイン調とは違った作っていない声として却って気に入られ、選ばれたという。
ハイジ役を獲得した後も、ハイジと同年齢の女の子を一日中観察したり声を聞いたりして役作りをしていた。杉山にとってハイジは「アニメをやり続けている原点」とのことで、ビデオや関連商品を送ってもらえないため自腹で購入しているという。
後に「ハイジのイメージがあまりにも強烈過ぎて、他の仕事が全く来ない時が暫くあった」と語ったことがある。
ハイジの放映期間は一年だったが、CMなどでその後も長く演じている。家庭教師のトライのCMは既存の音声の継ぎ接ぎではなく全て新たに録音したものである。それを知らない人に「あなたとそっくりの声と演技の若い子が声を当てているね」と言われ、それは自分で毎回新録だと返答するととても驚かれるという。

### うる星やつらのテン
『うる星やつら』では当初、ヒロインであるラム役のオーディションを受けていた。しかし、本人としてはラムの従兄弟であるテンをどうしても演じたかったため、自ら願い出てオーディションに参加し、熱望していたテン役を勝ち取ったという。同作のオーディションは参加者が多かったため全員終わってから演技を見てもらったが、音響監督の斯波重治は一言出しただけで「あ、これはカコで決まりだな」と思った。

### コロ助の引継ぎ
コロ助#声優の交代も参照
『キテレツ大百科』の放送決定時にオーディションに参加し、コロ助役は自分だと思ったが不合格となる。しかし番組開始2年後の1990年、コロ助役を担当していた小山茉美が渡米のため休業することになり、再オーディションを経てコロ助役を引き継ぐことになった。この際、視聴者に極力違和感を与えないようにと考え、小山が演じたコロ助の声をウォークマンに録音して毎日聴き込んでは、小山の演技を真似た自分の声も録音して比較を行っていたという。ある程度キャラクターを把握し、スタッフのOKが出た4か月後からは、役を掘り下げ、自分なりのコロ助を見つけていった。

## 出演
太字はメインキャラクター。

### テレビアニメ
1967年
- 冒険ガボテン島（トマト）

1968年
- あかねちゃん（さくら）
- 怪物くん
- ゲゲゲの鬼太郎（第1作）
- サスケ（鬼姫）
- 魔法使いサリー（1966年）

1969年
- ウメ星デンカ（デンカ）
- 海底少年マリン（カメリア姫）
- 忍風カムイ外伝（ウメ）
- ピュンピュン丸（べそ丸）
- ひみつのアッコちゃん（第1作）（1969年 - 1970年、銀行員、ヤス子、優子、めぐみ、明美、百合子、まゆみ）
- もーれつア太郎（第1作）
- ハクション大魔王（すすむ君、子ブタちゃん、虎の子小学校のガキ大将 他）

1970年
- いなかっぺ大将（1970年 - 1972年、森ハナ子 / ハナちゃん）
- 昆虫物語 みなしごハッチ（蝶のベティ）
- タイガーマスク（1970年 - 1971年、チャッピー、ミクロ、高岡洋子）
- ドラドラ子猫とチャカチャカ娘（チャコ）
- 魔法のマコちゃん（マコ）
- ばくはつ五郎（三枝まゆみ）

1971年
- ゲゲゲの鬼太郎（第2作）
- ふしぎなメルモ（ナナメ〈2代目〉）

1972年
- 海のトリトン（フィン、クラゲ、ギルティ）
- 科学忍者隊ガッチャマン（1972年 - 1979年、白鳥のジュン） - 3シリーズ
- 樫の木モック（ジーノ）
- 原始少年リュウ
- さるとびエッちゃん
- 正義を愛する者 月光仮面

1973年
- 赤胴鈴之助
- けろっこデメタン（カメの子）
- ど根性ガエル（1973年 - 1974年、女の子 他）
- マジンガーZ（リサ）
- ジャングル黒べえ（佐良利しし男）
- 荒野の少年イサム

1974年
- アルプスの少女ハイジ（ハイジ）
- エースをねらえ!
- ガンバの冒険（イエナ）
- はじめ人間ギャートルズ（1974年 - 1976年）

1975年
- アラビアンナイト シンドバットの冒険（人魚姫）
- 宇宙の騎士テッカマン
- グレートマジンガー（カレン）
- 草原の少女ローラ（ローラ）
- タイムボカン（メイル）
- 魔女っ子メグちゃん（ユリ）
- みつばちマーヤの冒険（ハエ、カタツムリの子）
- ラ・セーヌの星（マリアンヌ、マリア、シャルロッテ）

1976年
- 大空魔竜ガイキング（リーザ / スパイ001号）
- 超電磁ロボ コン・バトラーV（マリア、五条しずか、ニューヨーク市民）
- ピコリーノの冒険（ジーナ）
- ブロッカー軍団IVマシーンブラスター（見野トオル）
- マグネロボ ガ・キーン（1976年 - 1977年、舞）
- UFOロボ グレンダイザー（キリカ）
- ろぼっ子ビートン（マーちゃん / 正男）

1977年
- あらいぐまラスカル（ホエーレン）
- 一発貫太くん（子供）
- ポールのミラクル大作戦（シーラ）
- ヤッターマン（ウルコ）
- 惑星ロボ ダンガードA（ノエル）

1978年
- SF西遊記スタージンガー（1978年 - 1979年、オーロラ）
- 銀河鉄道999（フレーメ、エルザ、ナサケ、ミモザ）
- 女王陛下のプティアンジェ（エバ）
- はいからさんが通る（藤枝蘭丸）
- 星の王子さま プチ・プランス（ロータ）
- 魔女っ子チックル（花村先生）

1979年
- 野球狂の詩（藤子）
- アニメーション紀行 マルコ・ポーロの冒険（エルデネ）
- サイボーグ009（1979年版）（1979年 - 1980年、003 / フランソワーズ・アルヌール）
- トンデモネズミ大活躍（ウェンディ）
- ドラえもん（テレビ朝日版第1期）
- 未来ロボ ダルタニアス（剣人〈幼年時代〉）

1980年
- 宇宙戦艦ヤマトIII（1980年 - 1981年、藤堂晶子）
- がんばれ元気（芦川悠子）
- タイムパトロール隊オタスケマン（トン子）
- 釣りキチ三平（娘）
- まんがことわざ事典（チドリ）
- 燃えろアーサー 白馬の王子（サファヤ、ジニー）
- 若草物語（ジョー）

1981年
- 愛の学校クオレ物語（ヴォッチーニ）
- うる星やつら（1981年 - 1986年、テン、春眠、カガミバチ）
- 怪物くん（第2作）（モナサン）
- 新竹取物語 1000年女王（ミライ、ラーメン屋のおばさん、チコ）
- 新・ど根性ガエル
- Dr.スランプ アラレちゃん（1981年 - 1992年、木緑あかね、皿田きのこ、乙姫、大王の妻 他） - 1シリーズ + 特別編3作品
- ぼくらマンガ家 トキワ荘物語（水野）
- めちゃっこドタコン（ドタコン）

1982年
- あさりちゃん（教師）
- アンドロメダ・ストーリーズ（ベス）
- おちゃめ神物語コロコロポロン（アトランタ）
- スペースコブラ
- パタリロ!（パタリロ7世＝ご先祖）
- 魔境伝説アクロバンチ（レイカ）

1983年
- プラレス3四郎（1983年 - 1984年、マヤ）
- まんが日本史（お姉さん / 裕子、ナレーション、池禅尼）

1984年
- オヨネコぶーにゃん（ママ）
- Gu-Guガンモ（ガンモ）

1985年
- ゲゲゲの鬼太郎（第3作）（1985年 - 1987年、呼子、うぶめ、トラジ、金太）

1986年
- メイプルタウン物語（ジェーン・パイカ）

1987年
- アニメ三銃士（ピエール）
- 新メイプルタウン物語 パームタウン編（ジェーン・パイカ）
- ドラゴンボール（木緑あかね、皿田きのこ、バイオレット大佐）
- ハイスクール!奇面組（鈍の母）

1988年
- 闘将!!拉麵男（マーボー）
- ひみつのアッコちゃん（第2作）（モコ）
- どんどんドメルとロン（ベアトリクス）

1989年
- 悪魔くん（アムリタ）
- つるピカハゲ丸くん（ハゲ田ハゲ丸〈2代目〉）
- シティーハンター2（紗羅）
- ビックリマン（オニワトリ）

1990年
- キテレツ大百科（1990年 - 1996年、コロ助〈2代目〉、少女、客）
- 昆虫物語 みなしごハッチ（ミミー）
- それいけ!アンパンマン（1990年 - 1994年、かげぼうや、ふりかけまん、カビ鳥〈初代〉、ピエロくん、ペロペロこぞう、なかゆび姫、ママケロさん〈初代〉）
- まじかる☆タルるートくん（伊知川累）
- 魔法使いサリー（1989年）（1990年 - 1991年、シェリー先生〈2代目〉）
- もーれつア太郎（第2作）（ヒロシ）
- らんま1/2 熱闘編（女団長）

1991年
- ハイスクールミステリー学園七不思議（金子ちさえ）

1994年
- 赤ずきんチャチャ（ピッケルくん）

1996年
- 快傑ゾロ

1999年
- 週刊ストーリーランド（火の小僧）
- 天使になるもんっ!（人形）

2000年
- 金田一少年の事件簿（アニタ・ロビンソン）
- マシュランボー（女王バチ）

2001年
- はじめの一歩（千堂の祖母）

2002年
- デジモンフロンティア（ボコモン）
- 東京アンダーグラウンド（音）
- 満月をさがして（神山文月）

2003年
- エアマスター（久坂静菜）
- 釣りバカ日誌（タマちゃん）
- 高橋留美子劇場（古田和子）
- 高橋留美子劇場 人魚の森（なつめ）

2004年
- かいけつゾロリ（カミナリ小僧）
- 鋼の錬金術師（ダンテ）
- B-伝説! バトルビーダマン（ビーダ魔人、アババ）

2005年
- あまえないでよっ!!（2005年 - 2006年、河原浄徳） - 2シリーズ
- おねがいマイメロディ（2005年 - 2006年、おばあちゃん）
- Get Ride! アムドライバー（ポーラ・ガブリエル）
- 交響詩篇エウレカセブン（ティプトリー）
- ふしぎ星の☆ふたご姫（2005年 - 2006年、キャメロット）
- B-伝説! バトルビーダマン 炎魂（ビーダ魔人）
- ポケットモンスター アドバンスジェネレーション（キクコ）
- まじめにふまじめ かいけつゾロリ（カミナリ小僧）

2006年
- おねがいマイメロディ 〜くるくるシャッフル!〜（マイメロお婆ちゃん）
- ふしぎ星の☆ふたご姫 Gyu!（2006年 - 2007年、キャメロット）
- 夢使い（如月頼子）

2007年
- Yes!プリキュア5（デスパライア）
- さぁイコー! たまごっち（まきこ、おトキっち）
- ポケットモンスター ダイヤモンド&パール（オババ）
- やっとかめ探偵団（波川まつ尾）

2008年
- ARIA The ORIGINATION（アマランタ）

2009年
- クッキンアイドル アイ!マイ!まいん!（おばあちゃん）

2011年
- ドラえもん（テレビ朝日版第2期）（職人ロボット）

2015年
- 暗闇三太（暗闇三太）

2017年
- 鬼平（長谷川波津）
- 王室教師ハイネ（マリア・フォン・グランツライヒ）

2018年
- イナズマイレブン アレスの天秤（松坂キヨ）

2020年
- 恋とプロデューサー〜EVOL×LOVE〜（おばあさん）

2022年
- ダンス・ダンス・ダンスール（妻村）
- 名探偵コナン（鴨川ハル）

2023年
- 白聖女と黒牧師（カリーヌ）

2025年
- 光が死んだ夏（松浦さん）

### 劇場アニメ
1968年
- アンデルセン物語（エリサ）

1972年
- パンダコパンダ（ミミ子）

1973年
- パンダコパンダ 雨ふりサーカスの巻（ミミ子）

1978年
- 世界名作童話 おやゆび姫（おやゆび姫）

1979年
- アルプスの少女ハイジ（ハイジ）
- 劇場版 海のトリトン（フィン、クラゲ）

1980年
- サイボーグ009 超銀河伝説（003 / フランソワーズ）
- まことちゃん（まこと）

1981年
- Dr.スランプ アラレちゃん ハロー!不思議島（木緑あかね）
- ドラえもん のび太の宇宙開拓史（チャミー）
- 21エモン・宇宙へいらっしゃい（モンガー）
- ユニコ（チャオ）

1982年
- 1000年女王（ミライ）
- Dr.SLUMP “ほよよ!”宇宙大冒険（木緑あかね、皿田きのこ）
- ドラえもん のび太の大魔境（チッポ）

1983年
- うる星やつら オンリー・ユー（テンちゃん）
- Dr.スランプ アラレちゃん ほよよ!世界一周大レース（あかね）
- パタリロ! スターダスト計画

1984年
- うる星やつら2 ビューティフル・ドリーマー（テン）
- Dr.スランプ アラレちゃん ほよよ!ナナバ城の秘宝（木緑あかね）

1985年
- うる星やつら3 リメンバー・マイ・ラブ（テン）
- Gu-Guガンモ（ガンモ）
- Dr.スランプ アラレちゃん ほよよ!夢の都メカポリス（木緑あかね）

1986年
- うる星やつら4 ラム・ザ・フォーエバー（テン）
- ゲゲゲの鬼太郎 最強妖怪軍団!日本上陸!!（呼子）

1987年
- 新メイプルタウン物語 パームタウン編（ジェーン）

1988年
- うる星やつら 完結篇（テン）
- 闘将!!拉麵男（マーボー）

1989年
- 伊勢湾台風物語（西沢渚）
- ひみつのアッコちゃん（モコ）
- ひみつのアッコちゃん 海だ!おばけだ!夏まつり（モコ）

1990年
- 悪魔くん ようこそ悪魔ランドへ!!（首人形 / 西洋人形）
- Pink みずドロボウあめドロボウ（ホワイト）

1991年
- うる星やつら いつだってマイ・ダーリン（テン）
- それいけ!アンパンマン ドキンちゃんのドキドキカレンダー（ふりかけまん）
- まじかる☆タルるートくん（伊知川累）
- まじかる☆タルるートくん 燃えろ!友情の魔法大戦（伊知川累）

1992年
- まじかる☆タルるートくん すき・すき♡タコ焼きっ!（伊知川累）

1993年
- 三国志 第二部・長江燃ゆ!（秀蘭）

1994年
- 三国志 完結編・遥かなる大地（小喬）

2000年
- ドラえもん のび太の太陽王伝説（ポポル）

2001年
- 劇場版ポケットモンスター セレビィ 時を超えた遭遇（セレビィ）

2002年
- デジモンフロンティア 古代デジモン復活!（ボコモン）
- ドラえもん のび太とロボット王国（タイムマシンナビ）

2004年
- 劇場版 金色のガッシュベル!! 101番目の魔物（羽ペン）

2006年
- 名探偵コナン 探偵たちの鎮魂歌（占い師）

2007年
- えいがでとーじょー! たまごっち ドキドキ! うちゅーのまいごっち!?（まきこ）

2008年
- 映画! たまごっち うちゅーいちハッピーな物語!?（まきこ）

2013年
- 映画 ドキドキ!プリキュア マナ結婚!!?未来につなぐ希望のドレス（ベベル / 坂東いすず）

2019年
- 劇場版 王室教師ハイネ（マリア・フォン・グランツライヒ）

### OVA
1980年代
- うる星やつら 了子の9月のお茶会（1985年、テン）
- 小さなペンギンロロの冒険（1987年、ロロ）
- うる星やつら 夢の仕掛人 因幡くん登場! ラムの未来はどうなるっちゃ!?（1987年、テン）
- うる星やつら 怒れシャーベット（1988年、テン）
- エースをねらえ!2（1988年、宗方の祖母）
- うる星やつら 月に吠える（1989年、テン）
- うる星やつら ヤギさんとチーズ（1989年、テン）
- うる星やつら ハートをつかめ（1989年、テン）

1990年代
- となりのトコロ（1990年、赤ずきん）
- ビー・バップ・ハイスクール（1990年、えみこ）
- うる星やつら 乙女ばしかの恐怖（1991年、テン）
- うる星やつら 霊魂とデート（1991年、テン）
- タイムボカン王道復古（1993年、白鳥のジュン）
- ボンバーマン 勇気をありがとう 私が耳になる（1996年、白ボンバーマン）

2000年代
- ぼくたちピチューブラザーズ・パーティはおおさわぎ!のまき（2003年、ナレーション）
- Re:キューティーハニー（2004年、泉谷京子）
- 教えて!はれるん（2006年、はれるん）

2010年代
- うる星やつら ザ・障害物水泳大会（2010年、テン）
- 夏目友人帳 特別編 一夜盃（2016年、ハツナ）※テレビアニメ第5期Blu-ray/DVDに収録の新作エピソード。
- 宇宙戦艦ヤマト2202 愛の戦士たち（2018年、藤堂千晶）

### Webアニメ
- イナズマイレブン アウターコード（2017年、キヨ）

### ゲーム
1990年
- うる星やつら STAY WITH YOU（テン）

1993年
- サイボーグ009（003）

1994年
- うる星やつら 〜ディア マイ フレンズ〜（テン）
- ボンバーマン ぱにっくボンバー（ボンバーマン）

1995年
- スーパーボンバーマン ぱにっくボンバーW（ボンバーマン）
- スーパーボンバーマン3（ボンバーマン）
- キャラバンシューティングコレクション（ハドソンロゴ）

1996年
- スーパーボンバーマン4（ボンバーマン）
- サターンボンバーマン（ボンバーマン）
- ボンバーマン みそボンルーレット（ボンバーマン）

1997年
- スーパーボンバーマン5（ボンバーマン）
- ソースネクスト 特打（モジモジ）
- ネオ・ボンバーマン（ボンバーマン）
- 爆ボンバーマン（ボンバーマン）
- サターンボンバーマンファイト!!（白ボン、黒ボン）

1998年
- ボンバーマンワールド（ボンバーマン）
- ボンバーマンウォーズ（ボンバークレリック、ボンバービショップ、ボンバーケルベロス、ボンバープリンス）
- ボンバーマン ファンタジーレース（白ボン、黒ボン）
- ボンバーマンヒーロー ミリアン王女を救え!（ボンバーマン）
- ボンバーマン（ボンバーマン）

1999年
- スーパーロボット大戦コンプリートボックス（ナイーダ）

2000年
- タツノコファイト（白鳥のジュン）
- ボンバーマンランド（ハドソンロゴ）

2001年
- ボンバーマンカート（ハドソンロゴ）
- ボンバーマン64（ハドソンロゴ）

2002年
- スーパーロボット大戦IMPACT（キリカ）

2008年
- スーパーロボット大戦A PORTABLE（キリカ）
- タツノコ VS. CAPCOM CROSS GENERATION OF HEROES（白鳥のジュン）

2010年
- ドラゴンボールDS2 突撃!レッドリボン軍（バイオレット大佐）

2011年
- クレヨンしんちゃん 宇宙DEアチョー!? 友情のおバカラテ!!

2015年
- ポポロクロイス牧場物語（フォートリエ）

2021年
- モンスターストライク（テン）

2024年
- グランブルーファンタジー（タキシードサム）

### 吹き替え

#### 映画
- 噂の二人 ※NET版
- エデンの東（アブラ〈ジュリー・ハリス〉）※機内上映版
- 俺たちは天使じゃない（イザベル〈グロリア・タルボット〉）※フジテレビ版
- 悲しみよこんにちは（セシル〈ジーン・セバーグ〉）
- カンザス・シティの爆弾娘（リタ〈ジョディ・フォスター〉）
- グランド・クロス ドゥームズデイ・プロフェシー（ブルック・カルビン〈ジュエル・ステイト〉）
- 黒い稲妻（グレーテル・ミッターマイヤー〈マリア・ペルシー〉）※TBS版
- 恋の十日間（バーバラ・マーシャル〈シャーリー・テンプル〉）
- ゴーストハンターズ（グレイシー・ロウ〈キム・キャトラル〉）
- ザ・スパイ（イングリット〈クリスチーヌ・ドラロシュ〉）※NET版
- ザ・ターニング（ミセス・グロース〈バーバラ・マーテン〉）
- シージャック（アリシア〈ルイーズ・ソレル〉）
- 地獄へつゞく部屋（ノラ・マニング〈キャロリン・クレイグ〉）
- ジョーカー野郎（サラ〈イングリッド・ボールティング〉）
- Z号作戦（バム〈アナベル・リトルデイル〉）
- 全艦発進せよ（ナディーン・マクドーガル〈ジュリー・アダムス〉）
- 続・荒野の1ドル銀貨（ハリー〈ロレーラ・デ・ルーカ〉）※TBS版
- ダーティハリー3
- 大丈夫日記（マダム）
- ダニー・ケイの牛乳屋（スージー・サリヴァン〈ヴェラ＝エレン〉[99]）
- タワーリング・インフェルノ（パティ・シモンズ〈スーザン・ブレイクリー〉）※フジテレビ版
- 地底王国（ディア〈キャロライン・マンロー〉）
- テキサス（ロネッタ）※TBS版
- バック・イン・ザ・USSR（クラウディア〈デイ・ヤング〉）※VHS版
- 百萬弗の人魚（少女時代のアネット〈ドナ・コーコラン〉）
- フォルウォスの黒楯（メグ〈バーバラ・ラッシュ〉）※NET版
- フリントストーン2/ビバ・ロック・ベガス（パール・スラッグフープル〈ジョーン・コリンズ〉）
- 暴走機関車（ルビー）※TBS版
- 炎と剣（アイリーン姫〈デブラ・パジェット〉）
- 魔王（ネスター〈マリアンネ・ゼーゲブレヒト〉）
- 招かれざる客（ジョーイ・ドレイトン）
- マリッジ・ストーリー（サンドラ〈ジュリー・ハガティ〉）
- マルタ島の宝（スーキー〈メアリー・ルー・リバード〉）
- マンハッタン無宿（リニー〈ティシャ・スターリング〉）※フジテレビ版
- 若草物語（ベス〈マーガレット・オブライエン〉）※東京12チャンネル版
- わんワンロード 全米横断5500キロの旅（ヒリー・ラドクリフ〈リリアン・ギッシュ〉）※旧ソフト版

#### ドラマ
- 奥さまは魔女（ラルフ #243、子供になったラリー #247）
- キャプテンパワー（クリスチーン）
- 巨人の惑星（ベティ・ハミルトン〈ヒーザー・ヤング〉）
- 刑事コロンボシリーズ
  - 二枚のドガの絵（トレイシー・オコナー〈ロザンナ・ハフマン〉）
  - 黒のエチュード（オードリー〈ドーン・フレイム〉）※NHK版
- ジェシカおばさんの事件簿
- 超人ハルク「空港ロッカー14番」（ケティ〈シモーヌ・グリフィス〉）
- 逃亡者
- 特捜刑事マイアミ・バイス
  - シーズン2 #15（ジャッキー・マクサイデン〈フィオナ〉）
  - シーズン3 #22（ビクトリア・エリザベス・コンスタイン〈エラン・オベロン〉）
- ミズ・マーベル（サナ）
- ロックフォードの事件メモ

#### アニメ
- ウォーターシップダウンのうさぎたち（ファイバー）
- スカイホーク
- スヌーピーとチャーリーブラウン（チャーリー・ブラウン）
- スヌーピーとチャーリー（マーシー、クララ）
- ドラドラ子猫とチャカチャカ娘（チャコ）

### 特撮
1972年
- ミラーマン（人形の声）

1976年
- がんばれ!!ロボコン（ロボチャンの声）

1997年
- ウルトラマンティガ（TPC隊員の声）

### 人形劇
- ちびっこモグ
- 大きくなる子（ポンタ）
- ピコピコポン（ムンム）

### CD
- Dr.スランプ アラレちゃんの挿入歌「パパパーマのうた」
- ひらけ!ポンキッキの曲「どうぶつえんにいったらば」、「サンド1!2!3!」
- 魔女っ子メドレー（浦島マコ）
- 1992ハドソンCD･ROM2音楽全集
  - ぼくPC原人だじょ（『PC原人2』イメージソング）
- ミュージカル天外魔境夢まつり
  - 愛される守銭奴（杉山佳寿子とアキンドーズ）
  - あんたがたどこさボンバーマン

### テレビドラマ
- 芸術祭参加ドラマ「天からもらった場所で」（1963年、NHK）[100]
- 中学生時代（NHK名古屋放送児童劇団時代）
- タイガー＆ドラゴン 第7話（2005年5月27日、TBS） - ガンモの声 役[101]

### 舞台
- 呪夢千年（1975年、老婆）※この逸話は稲川淳二の「生き人形」でも話されている
- 劇場空間天外ごっこ 誰がハドソン夏まつり'95（1995年、赤丸）
- 劇団岸野組 くるしゅうない（2012年）

### テレビ番組
- しぜんとあそぼつる（Eテレ）（ナレーション）
- 知ってるつもり?!（ナレーション）
- 新美の巨人たち（ハイジの声）
- 着信御礼!ケータイ大喜利（NHK、2007年4月7日放送）
- トリビアの泉 〜素晴らしきムダ知識〜（ハイジ及びコロ助の声、2006年3月29日放送分後半より副音声ナレーター）（スタッフロールでは「影のナレーター：???」となっていた）
- Let's天才てれびくん（こめくるりん〈おせんべくるりん、おむすびくるりん〉）
- 笑っていいとも!（2008年4月8日 / フジテレビ）
- ワンツー・どん（どん君〈2代目〉）

### CM
- 伊藤園 ジャスミン茶（ハイジの声で出演）
- 森永乳業 森永ミルクココア、フレンドフリーココア（1976年）
- 家庭教師のトライ「教えて!トライさん」（ハイジの声で出演）
- 金鳥 コンバット
- チューリッヒ自動車保険（ハイジの声で出演、2006年2月1日 - ）
- PLランド（ハイジの声で出演、1974年）※近畿全域
- 山形銀行やまぎんマイカーローンの紹介 ※山形ローカル番組
- 和白リハビリテーション学院（ハイジの声で出演）※福岡ローカル番組
- ダスキン（モップくんの声）
- ヨッシーのクッキー（ヨッシーの声）
- スーパーボンバーマン（ナレーション）
- ボンバーマン'94（ナレーション）
- スーパーボンバーマン2（ナレーション）
- ボンバーマンGB（ナレーション）
- ボンバーマン ぱにっくボンバー（ナレーション）
- スーパーボンバーマン ぱにっくボンバーW（ナレーション）
- スーパーボンバーマン3（ナレーション）
- ボンバーマンGB2（ナレーション）
- スーパーボンバーマン4（ナレーション）
- サターンボンバーマン（ナレーション）
- ボンバーマンビーダマン（ナレーション）
- スーパーボンバーマン5（ナレーション）
- 爆ボンバーマン（ナレーション）
- サターンボンバーマンファイト!!（ナレーション）
- ボンバーマンワールド（ナレーション）
- ロート製薬 メンソレータム（ナースちゃんの声）

### その他コンテンツ
- アニメ明石市史・明石と時のこどもたち（時のわらし）
- パン・ギャラクティック・ピザ・ポート（トニー・ソラローニの夫人）
- ドラえもん&キテレツ大百科「コロ助のはじめてのおつかい」（コロ助）
- ドラえもん&Fキャラオールスターズ 『月面レースで大ピンチ!?』（モンガー[102]）
- ドラえもん&Fキャラオールスターズ ゆめの町、Fランド（コロ助）[103]
- 銀曜日のおとぎばなし（ポー役、LP、1984年）
- 財団法人日本盲導犬協会　募金ダイヤル（終了）（モート）
- サンリオ タキシードサム（サム）
- ダイナ（しまじろうコンサート、2016年）
- はれるん（気象庁マスコットキャラクター、2004年 - ）[104][105]
- リカちゃん人形こと香山リカ（初代、1967年 - 1997年）
- ウメ星デンカとコント55号 おわらい英語教室（レコード、1969年） - 小学館『小学四年生』5月号付録、出演：コント55号、杉山佳寿子、作：田渕秀明、指導：芹沢栄[106][107]